# 神前皇女
神前皇女（かんさきのひめみこ、生没年不詳）は、『記紀』に伝えられる古墳時代（6世紀前半頃）の皇族（王族）。継体天皇の皇女。母は坂田大胯王（さかたのおおまたのおおきみ）の娘、広姫（『古事記』では黒比売）、茨田皇女、馬来田（うまぐた）皇女の同母姉。『古事記』では神前郎女と記される。

## 記録
名の「神前」は近江国神前郡神前郷の地名に基づくものと思われる。
事績は残されておらず、『日本書紀』によると、異母兄の安閑天皇、皇后の春日山田皇女とともに河内国古市（旧市）の高屋丘陵（たかやのおかみささぎ）（羽曳野市大字古市字城の古市高屋丘陵）に合葬された、とだけ記されている。『書記集解』によると、これは天皇の妃であったからではないか、としている。なお、『延喜式』によると、安閑天皇は「古市高屋丘陵（勾金橋宮御宇安閑天皇、在河内国古市郡、兆域東西一町、南北一町五段、陵戸一烟、守戸二烟）」に、皇后は「古市高屋墓（春日山田皇女、在河内国古市郡、兆域東西二町、南北二町、守戸二烟）」にそれぞれ葬られたとされ、合葬とはなっていない。